# 阿克塞尔·伦斯特伦
阿克塞尔·伦斯特伦（瑞典語：Axel Runström，1883年10月15日—1943年8月10日），瑞典男子跳水、水球运动员。他曾代表瑞典参加1908年和1912年夏季奥林匹克运动会，其中1908年奥运会获得一枚铜牌。